# Като-Гуве
Ка́то-Гу́ве (греч. Κάτω Γούβαι) — малый город на севере острова Крит, на побережье Эгейского моря, в общине (диме) Херсонисос в периферийной единице Ираклион в периферии Крит в Греции. Население 2153 жителя по переписи 2011 года. Като-Гуве находится в 18 километрах восточнее столицы острова — Ираклиона и 47 километрах северо-западнее Айос-Николаоса. Основное занятие жителей — сельское хозяйство. Производятся овощи, виноград и оливковое масло. Первое упоминание города относится к 1583 году.
Название города происходит от слова «гува» (γούβα) — яма; ров, канава.

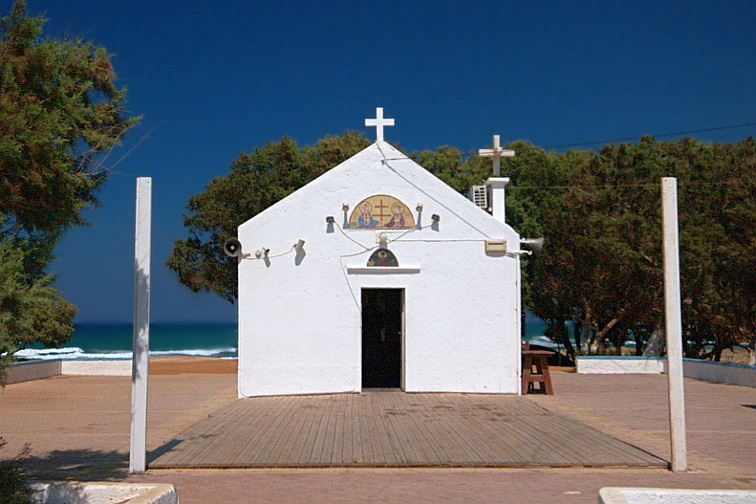
Церковь в Като-Гуве

## Общинное сообщество Гуве
В общинное сообщество Гуве входят шесть населённых пунктов. Население 3031 житель по переписи 2011 года.
| Населённый пункт | Население (2011), человек |
| ---------------- | ------------------------- |
| Айия-Пелайия     | 108                       |
| Гуве             | 539                       |
| Каливомурис      | 29                        |
| Като-Гуве        | 2153                      |
| Пелекита         | 140                       |
| Скотинон         | 62                        |

## Население
| Год  | Население, человек |
| ---- | ------------------ |
| 1991 | 557                |
| 2001 | 1185               |
| 2011 | ↗ 2153             |